# Scelotes limpopoensis
Espèce
Scelotes limpopoensis est une espèce de sauriens de la famille des Scincidae.

## Répartition
Cette espèce se rencontre :
- en Afrique du Sud dans le Transvaal ;
- au Botswana ;
- dans le sud du Zimbabwe.

## Liste des sous-espèces
Selon The Reptile Database (30 novembre 2012) :
- Scelotes limpopoensis albiventris Jacobsen, 1987
- Scelotes limpopoensis limpopoensis FitzSimons, 1930

## Étymologie
Son nom d'espèce, composé de limpopo et du suffixe latin -ensis, « qui vit dans, qui habite », lui a été donné en référence au lieu de sa découverte, la province du Limpopo.

## Publications originales
- FitzSimons, 1930 : Descriptions of new South African Reptilia and Batrachia, with distribution records of allied species in the Transvaal Museum collection. Annals of the Transvaal Museum, vol. 14, p. 20-48 (texte intégral)
- Jacobsen, 1987 : A new subspecies of Scelotes limpopoensis Fitzsimons, 1930 (Sauria: Scincidae), with notes on the distribution of the genus Scelotes in the Transvaal. Annals of the Transvaal Museum, vol. 34, p. 371-376 (texte intégral).